# Ole Kolster
Ole Kolster Eriksen (født 15. marts 1958) er en dansk journalist.
Kolster er uddannet fra Holbæk Amts Venstreblad og kom derefter til produktionsselskabet Jydske TV og TV Midt/Vest. Han har siden 1993 været ansat på TV 2, hvor han dels er reporter på TV 2 Nyhederne, men i de senere år har han også stået bag dokumentarprogrammer som Livet er fedt og Merethes Mave, ligesom han har lavet portrætter af flere filmpersonligheder, eksempelvis Viggo Mortensen og Nils Malmros. 